# Фарсалія
«Фарсалія» (лат. De Bello Civili) або «Поема про громадянську війну» — римська епічна поема Марка Аннея Лукана, яка описує події громадянської війни між Юлієм Цезарем та Сенатом, на чолі з Гнеєм Помпеєм Великим. Назва поеми пов'язана з битвою при Фарсалі, яка відбулася в 48 р. до н. е. у Тессалії, на Півночі Греції. Війська Помпея зазнали остаточної поразки від Цезаря; уся сьома книга поеми присвячена цьому епізоду. На початку XX ст. перекладач  Дж. Д. Дафф, хоч і стверджував, що Лукан не може бути зарахованим до числа великих епічних поетів, усе ж зауважував, що «Фарсалія» є значущою працею через рішення автора відмовитися від божественного втручання та зменшити надприродний елемент у подіях твору. З того часу думка науковців щодо літературної спадщини Лукана змінилася; за словами Філіпа Расселла Харді у 2013 році, в останні десятиріччя вона пройшла через повну переоцінку для того, щоб постати як важливе вираження політики та естетики Нерона, як приклад виваженої вправності, яка створює складну систему відносин між поетичною фантазією та історичною дійсністю.

## Створення
Написання поеми почалося приблизно в 61 р. н. е. Кілька книжок були в обігу до того, як імператор Нерон і Лукан посварилися. Лукан продовжував роботу над поемою, попри те, що Нерон заборонив будь-які публікації поезії Лукана. Поет не завершив працю, оскільки був змушений вкоротити собі віку через участь у змові Пізона в 65 р.н. е. Усього було написано десять книг, усі вони збереглися. Десята книга різко обривається на перебуванні Цезаря в Єгипті.

## Зміст
Книга І : Після короткого вступного нарікання на боротьбу римлян із римлянами та після (нібито) улесливої присвяти Нерону, автор підсумовує події, що призвели до розгортання війни та зображає Цезаря в Північній Італії. Попри наполегливе умовляння Духа Риму скласти зброю, Цезар переходить Рубікон, збирає війська та йде на південь — на Рим. По дорозі до нього приєднується Гай Скрибоній Куріон Молодший. Книга завершується панікою в місті, жахливими передвістями та видіннями майбутньої катастрофи.
Книга 2: У місті, охопленому зневірою, старий ветеран представляє інтермедію на тему попередньої громадянської війни, у якій Гай Марій протистояв Луцію Корнелію Суллі. Марк Порцій Катон Молодший постає як героїчна особистість з принципами; він сперечається з Марком Юнієм Брутом і стверджує, що якою б мерзенною не була війна, краще брати в ній участь, ніж залишатися бездіяльними. Обравши сторону Помпея — меншого з двох зол, він заново одружується зі своєю колишньою дружиною Марцією та вирушає на поле бою. Цезар продовжує свій шлях на південь Італії, але його затримує хоробрий опір Доміція. Юлій намагається взяти в облогу Брундизіум (Бриндізі) разом із Помпеєм, але генералу вдається втекти до Греції.
Книга 3 : Поки його кораблі пливуть, Помпей бачить уві сні Юлію, свою померлу жінку та дочку Цезаря. Юлій повертається до Рима й грабує місто; у цей час Помпей розглядає потенційних іноземних союзників. Пізніше Цезар вирушає до Іспанії, але тривала облога Массалії (Марселя) затримує його військо. У результаті кривавої морської битви місто пало.
Книга 4 : Перша половина книги присвячена успішній кампанії Цезаря в Іспанії проти Афранія та Петрея. Сили Помпея перехоплюють пліт із солдатами Цезаря, які скоріше воліють убити один одного, ніж потрапити в полон. Книга завершується африканською кампанією Куріона від імені Цезаря. Похід є невдалим, африканський король Юба вбиває очільника війська.
Книга 5 : Сенат у вигнанні затверджує Помпея як справжнього лідера Риму. Аппій радиться з Дельфійським оракулом, щоб дізнатися про свою долю на війні, і отримує оманливе передбачення. В Італії після придушення повстання Цезар вирушає до Брундизіума і перепливає Адріатичне море, щоб зустрітися з армією Помпея. Тільки частина сил Цезаря зробила переправу до того, як шторм унеможливив подальший перехід; Юлій намагається особисто передати повідомлення і майже тоне. Врешті-решт шторм закінчується й армії зустрічають одна одну в повній готовності. Напередодні битви Помпей відсилає свою дружину на острів Лесбос.
Книга 6 : Сили Помпея змушують війська Цезаря (серед них — героїчний центуріон Скева) відступити до Фессалії. Поки солдати чекають на наступний день, щоб знову зійтися в битві, Лукан описує дикі землі Фесаллії. До кінця книги зображується син Помпея Секст, який хоче дізнатися про майбутнє. Він знаходить наймогутнішу відьму в Тесаллії — Еріхто; вона відроджує тіло померлого солдата під час жахливої церемонії. Цей військовий пророкує поразку Помпея та вбивство Цезаря.
Книга 7 : Солдати наполегливо вимагають почати бій, проте Помпей не дає згоди доти, доки Цицерон не переконує його атакувати. Прибічники Цезаря здобувають перемогу, а Лукіан оплакує втрату свободи. Цезар проявляє особливу жорстокість, глузуючи з помираючого Доміція та забороняючи кремацію загиблих противників. Сцена підкреслена описом диких звірів, які роздирають трупи. Автор нарікає на долю Тесаллії.
Книга 8 : Помпей тікає до Лесбоса, возз'єднується зі своєю дружиною, а потім вирушає до Кілікії, щоб вибудувати план дій. Він вирішує скористатися допомогою з Єгипту, але фараон боїться Цезаревої помсти й задумує вбити Помпея, коли той висадиться на берег. Помпей підозрює зраду, втішає свою жінку й один допливає до узбережжя, стоїчно приймаючи свою долю. Його тіло кидають в море, але хвилі виносять труп на берег; Корд влаштовує скромний похорон.
Книга 9 : Жінка Помпея оплакує смерть чоловіка; у цей час Катон очолює Сенат. Новий лідер планує перегрупуватися й героїчно веде військо через Африку, щоб об'єднати сили з королем Юбою. По дорозі Катон зустрічає оракула, але відмовляється радитися з ним, посилаючись на принципи стоїцизму. Цезар відвідує Трою та вшановує богів своїх предків. Трохи пізніше він прибуває до Єгипту; вісник фараона демонструє Цезарю голову Помпея. Цезар удає горе, щоб сховати свою радість з приводу загибелі противника.
Книга 10 : Цезар прибуває до Єгипту, де його розважає Клеопатра — сестра фараона. Влаштовують бенкет; Потін, цинічний та кровожерливий головний міністр Птолемея, влаштовує заколот, щоб убити Цезаря, але сам не доживає до нього через несподіваний напад на палац. Друга загроза йде від Ганімеда. Поема різко обривається на сцені, у якій Цезар бореться за своє життя.

### Завершеність
Майже всі вчені сходяться на думці, що «Фарсалія», якою ми її зараз знаємо, незавершена. (Однак існують деякі суперечки щодо того, чи була поема незакінченою на момент смерті Лукана, чи останні кілька книг твору були втрачені. Сьюзанна Браунд зазначає, що так чи інакше доказів мало, і що це питання має «залишатися предметом спекуляцій».) Деякі стверджують, що Лукан мав намір закінчити свою поему битвою при Філіпах (42 р. до н. е.) Або битвою при Актії (31 р. до н. е.). Однак обидві ці гіпотези здаються малоймовірними, оскільки вони вимагали б, щоб Лукан написав твір, який у багато разів перевищує наявний (наприклад, вірш із десятьма книжками, який ми знаємо сьогодні, охоплює загалом 20 місяців; якби поет продовжував написання у тому самому темпі, його творчий процес тривав би 6-17 років). Інша, «більш приваблива» думка (за Сюзанною Браунд) — це те, що Лукан задумував поему в шістнадцятьох книгах, вона мала закінчитися вбивством Цезаря. Однак ця версія не ідеальна: Лукану потрібно було б ввести та швидко розвити персонажів на заміну Помпею та Катону. Це також могло б дати твору щасливе закінчення, яке за тоном видається невідповідним поемі загалом. Зрештою, Баунд стверджує, що найкращою гіпотезою є те, що оригінальним наміром Лукана було створення поеми з 12 книг, що відповідає обсягу «Енеїди». Найважливішим аргументом цього є те, що у своїй шостій книзі Лукан зображує обряд некромантії, який перегукується з багатьма мотивами, наявними в шостій книзі Вергілія (де детально описується, як Еней радиться з Сивілою і потім сходить у підземний світ). Браунд стверджує, що якби поема мала б бути викладеною в 12 книгах, то вона закінчилося б смертю Катона та його подальшим апофеозом як героя-стоїка.
Латиніст Джеймі Мастерс стверджує протилежне: що фінал десятої книги насправді є закінченням твору, як і задумував Лукан. Мастерс присвячує цій гіпотезі цілий розділ у своїй праці «Поезія та громадянська війна» в «Bellum Civile» Лукана" (1992); він стверджує, що поема, неоднозначна і з відкритим фіналом, уникає «будь-якої резолюції, але [все ще] зберігає нетипові засади свого предмета: зло без альтернативи, суперечки без компромісу, громадянська війна без кінця».

### Назва
Ця поема широко відома як «Фарсалія», значною мірою завдяки рядкам 985  –  6 у дев'ятій книзі: «Pharsalia nostra / Vivet» («Наша Фарсалія буде жити далі»). Однак багато вчених, таких як Дж. Д. Дафф і Браунд, зазначають, що цю назву твір отримав порівняно нещодавно, і що найдавніші рукописи поеми називають її «De Bello Civili» («Щодо громадянської війни»). Також Браунд стверджує, що називати поему «Фарсалією» «надає надмірний акцент на одному епізоді, який займає лише одну книгу й описується в центрі поеми, а не у її кульмінації».

### Стиль
На Лукана сильно вплинула латинська поетична традиція, особливо «Метаморфози» Овідія та "Енеїда" Вергілія - робота, з якою нерідко порівнюють «Фарсалію». Лукан часто запозичує ідеї з епічної поеми Вергілія та переінакшує їх таким чином, щоб підірвати їхнє первісне героїчне значення. Гарним прикладом є візит Секста до фракійської відьми Еріхто; сам епізод і мова чітко посилаються на сходження Енея в підземний світ (як і в книзі VI), але опис Вергілія підкреслює оптимізм щодо майбутньої слави Риму під владою Августа, а Лукан використовує сцену, щоб представити гіркий і кровопролитний песимізм щодо втрати свободи в майбутній імперії.
Як і всі поети Срібного віку, Лукан пройшов риторичну підготовку, загальну для молодих знатних чоловіків того часу. Суасорія — шкільна вправа, у якій студенти писали промови, радячи історичній особі, як діяти, — без сумніву, надихнула Лукана на створення деяких промов, наявних в тексті. Лукан також дотримується канонів поетів «Срібного віку», розділяючи свій верс короткими, стислими рядками або закликами, відомими як sententiae — риторична тактика, яка використовується, щоб привернути увагу натовпу, зацікавленого в ораторському мистецтві як форми загальнодоступної розваги. Квінтіліан виокремлює Лукана як письменника clarissimus sententiis — «найбільш відомого своїми сентенціями», і з цієї причини magis oratoribus quam poetis imitandus — «(його) більшою мірою наслідують оратори, ніж поети». Стиль Лукана робить його надзвичайно важким для читання.
Кінець кінцем, у черговий раз порушивши канони поезії «Золотого віку», Лукан є прихильником відсутності неперервності. Він представляє сюжет серією самостійних епізодів, часто без будь-яких перехідних рядків чи опису зміни сцени, подібно до нарисів міфів, зібраних у «Метаморфозах» Овідія. Поема більшою мірою ґрунтується на таких принципах, як естетична рівновага або відповідність сцен між книгами, аніж на потребі викласти історію з однієї оповідної точки зору. Лукан вважався поетом одного рівня з Гомером і Вергілієм.

## Теми

### Антиімперіалізм
Беручи до уваги чіткий антиімперіалізм Лукана, улеслива перша книга, присвячена Нерону, дещо збиває з пантелику. Вона включає такі рядки, як multum Roma tamen debet ciuilibus armis | quod tibi res acta est — «Однак Рим багато чим зобов'язаний громадянським війнам, бо вони привели до тебе». Деякі вчені намагалися прочитати ці рядки іронічно, але більшість розглядає їх як традиційну присвяту, написану ще до того, як була розкрита (здогадна) справжня порочність патрона Лукана. «Життя» поета, що збереглися до нашого часу, підтримують цю інтерпретацію, стверджуючи, що частина «Фарсалії» була в обігу ще до того, як Лукан і Нерон посварилися.
До того ж, за словами Сьюзанни Браунд, негативний образ Цезаря в першій частині поеми, скоріше за все, не задумувався як критика Нерона, і, можливо, був способом Лукана застерегти нового імператора від повторення помилок минулого.